# جان ماجر
جان ماجر (بالسلوفينية: Žan Majer)‏ هو لاعب كرة قدم سلوفيني في مركز الوسط، ولد في 25 يوليو 1992 في ماريبور في سلوفينيا. شارك مع منتخب سلوفينيا تحت 21 سنة لكرة القدم. أما مع النوادي، فقد لعب مع نادي دومجاله.

## وصلات خارجية
- جان ماجر على موقع الاتحاد الأوربي (الإنجليزية)
- جان ماجر على موقع قاعدة بيانات كرة القدم.إي يو (الإنجليزية)
- جان ماجر على موقع ناشيونال فوتبول تيمز (الإنجليزية)
- جان ماجر على موقع Soccerway.com (الإنجليزية)
- جان ماجر على موقع عالم كرة القدم.نت (الإنجليزية)